# Johann Karl Ehrenfried Kegel
Johann Karl Ehrenfried Kegel (3. října 1784, Friesdorf, Německo - 25. června 1863, Oděsa) byl německý agronom v ruských službách. V letech 1841 až 1847 cestoval na Kamčatku.
Studoval na Hohe Domschule v Halberstadtu a pak na Handelshochschule v Kodani. Byl inspirován strýcem své manželky, Melchiorem Adamem von Merzem, který působil jako lékař a stal se i ruským poslancem, aby se vydal na cestu do Ruska v zimě 1826/27.
V roce 1841 ho ruské ministerstvo pověřilo bádat na Kamčatce a hledat nové zemědělské a těžařské možnosti. Poté, co prošel Sibiří, se plavil přes Ochotské moře a nakonec se dostal jako na Kamčatku. Usadil se v Petropavlovsku, odkud uskutečnil několik výprav do různých částí Kamčatky. Ve svých záznamech se zmiňoval o flóře, fauně, geologii půdy a také o životních podmínkách domorodých obyvatel Kamčatky. Navrhl doporučení pro zlepšení životních podmínek zdejších obyvatel a zabránění jejich vykořisťování byrokracií. Zkorumpovaní úředníci proto také často stáli v cestě jeho úsilí a bránili mu ve výzkumech. V roce 1847 jen o vlásek unikl smrti, načež se vrátil do Petrohradu.
Jeho záznamy se považují za nejpřesnější popis Kamčatky své doby, avšak nemohly být publikovány až do jeho smrti, protože by ho mohly ohrozit.